# 麦安哲
麦安哲爵士（英語：Sir Andrew Stewart Mackenzie, 1956年12月20日—） 是一位英国企业家。中文名叫麦安哲。

## 生平
1956年出生于英国，成长于苏格兰柯金蒂洛赫。1977年毕业于圣安德鲁斯大学，1981年博士毕业于布里斯托尔大学。后在伦敦地质学会进行博士后研究。他是洪堡学者，在于利希研究中心研究，累计发表超过50篇文章。1983年加入BP，后升任集团副总裁。2004年4月加入力拓集团担任工业矿产部首席执行官，2007年6月担任钻石矿产部首席执行官。2008年11月加入必和必拓担任集团有色金属部首席执行官，2013年5月10日升任集团首席执行官。2014年获得712.3万美元补偿金。2020年1月1日退休卸任，由韩慕睿接任必和必拓首席执行官一职。

## 荣誉
2014年被选为英国皇家学会院士。

## 家庭
会说五门语言，和妻子是圣安德鲁斯大学同学。